# Hendrik Petrus Berlage
Hendrik Petrus Berlage (Amsterdam, 21 febbraio 1856 – L'Aia, 12 agosto 1934) è stato un architetto olandese.

## Biografia

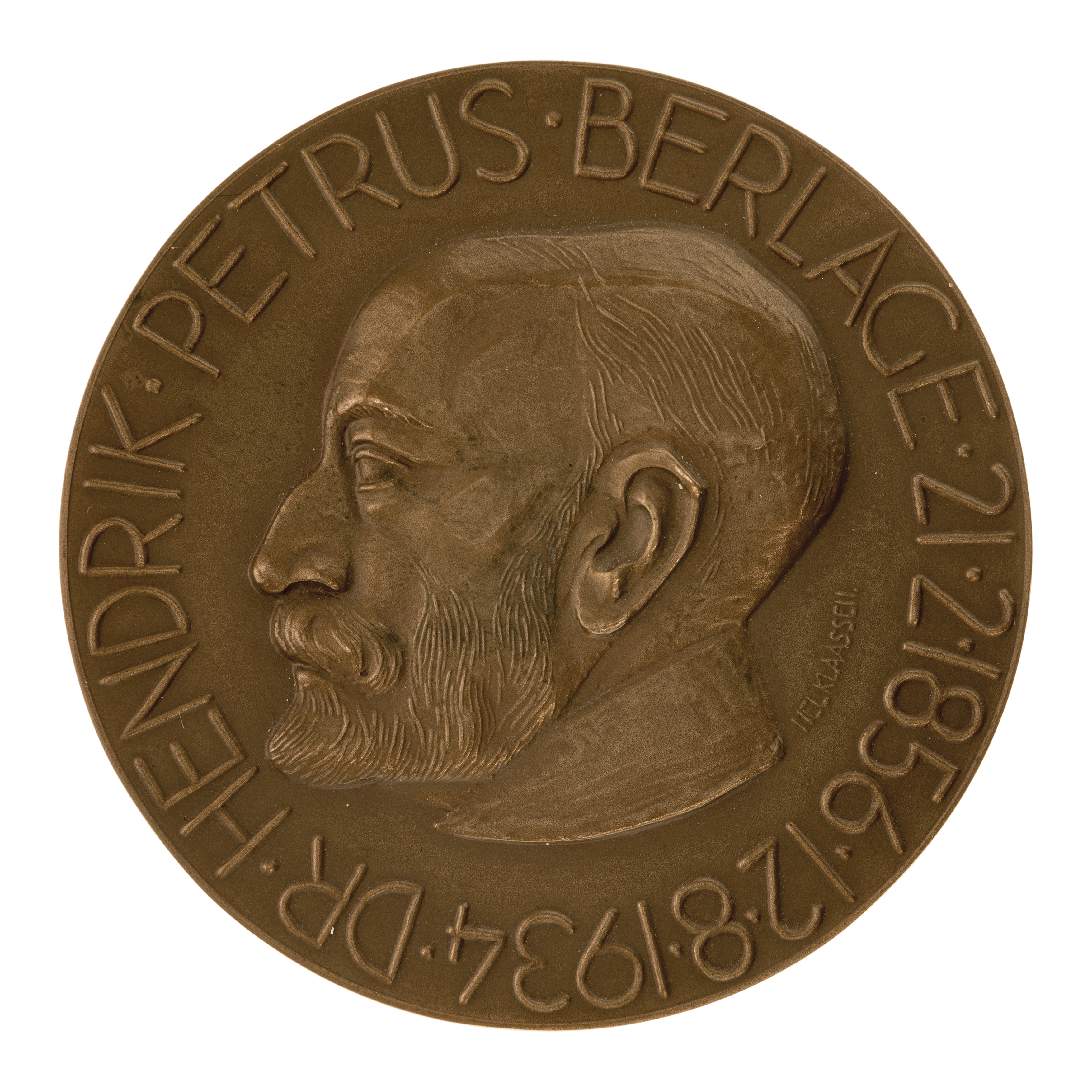
Moneta del 1934 con il volto dell'architetto

Hendrik Petrus Berlage nacque il 21 febbraio 1856 ad Amsterdam, in una casa lungo il Keizersgracht, in una famiglia benestante dai principi liberali. Trasferitosi con la famiglia ad Arnhem, nella Gheldria, la sua infanzia fu funestata dalla morte precoce della madre e dalle seconde nozze del padre: questi eventi condizionarono negativamente il giovane Hendrik e in particolare i suoi risultati scolastici che peggiorarono: egli, tuttavia, maturò presto un vivace interesse per l'architettura.
Fu per questo motivo che dal 1874 al 1875 Berlage studiò alla Rijksakademie van Beeldende Kunsten di Amsterdam, per poi completare la propria formazione nel 1875 presso la Bauschule dell'Eidgenössische Polytechnicum, a Zurigo, dove entrò in contatto per la prima volta con le idee degli architetti Gottfried Semper ed Eugène Viollet-le-Duc. Terminata l'accademia, dopo un viaggio di studio passato tra la Germania, l'Austria e l'Italia, Berlage si associò nel 1884 con l'architetto Theodorus Sanders, con il quale progettò diversi edifici in stile neorinascimentale. Presto, tuttavia, Berlage cessò la sua collaborazione con Sanders e iniziò a lavorare in proprio, firmando edifici di grande spessore progettuale come gli uffici per la compagnia di assicurazioni De Nederlanden ad Amsterdam (1894) e all'Aia (1895), la nuova sede dell'Unione dei lavoratori di diamanti (1899), il piano per l'espansione di Amsterdam Sud (1902-17) e, soprattutto, quello che è unanimemente considerato il suo capolavoro, la nuova Borsa di Amsterdam (1898-1903).
Frattanto, fu questo per Berlage un periodo fecondo anche dal punto di vista sentimentale: il 28 luglio 1887, infatti, si unì in matrimonio con Marie Bienfait (Goor, 1864 - L'Aia, 1937), donna con cui si stabilì a L'Aia e con la quale ebbe quattro figli (tre femmine e un maschio). A lato della sua brillante carriera professionale, inoltre, Berlage effettuò vari viaggi, innanzitutto nel 1911 negli Stati Uniti d'America, dove ebbe la possibilità di conoscere e di apprezzare le opere di Frank Lloyd Wright, e poi nelle Indie orientali olandesi nel 1923. Morì, infine, a L'Aia il 12 agosto 1934.

## Principi architettonici
La fisionomia architettonica di Berlage è particolarmente complessa e, alimentandosi di numerosi contributi e stabilendo un organico rapporto tra architettura e società, promuove l'assoluto rispetto del materiale e un razionalismo strutturale: questi principi, portati avanti con rigorosità dal punto di vista compositivo, lo annoverano tra i pionieri dell'architettura moderna.

### Influenze: Semper, Viollet-le-Duc, il socialismo

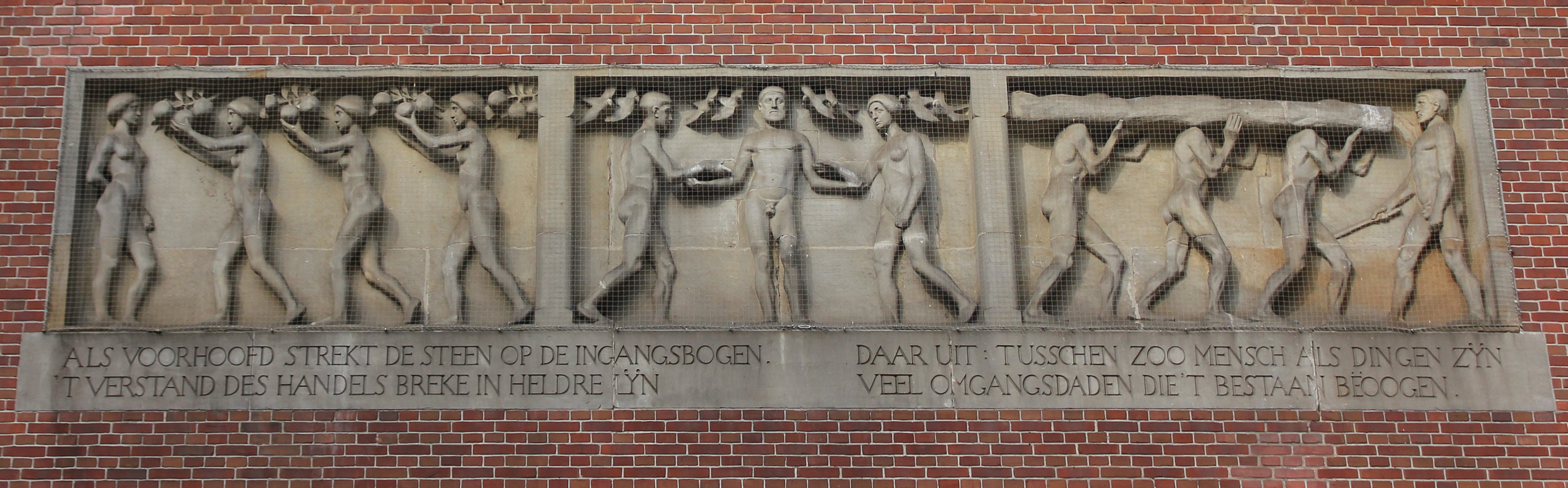
La Borsa di Amsterdam accoglie un programma scultoreo con vari riferimenti iconografici fondativi della cultura olandese. In questo modo Berlage segna una distanza da ogni volontà soggettiva (alla maniera dei Secessionisti) e dà vita a un'architettura in cui la collettività può riconoscersi (o, citando le parole del presidente del comitato della Borsa Marie Willem Frederik Treub, a un «monumento nel quale si rispecchia lo spirito risoluto e concreto dei mercanti di Amsterdam»).

Tra i pensatori che più hanno influito sul pensiero del giovane Berlage vanno sicuramente menzionati Gottfried Semper ed Eugène Viollet-le-Duc, il primo conosciuto direttamente alle lezioni impartite presso il Politecnico di Zurigo, e il secondo mediante le pagine degli Entretiens sur l'architecture. Semper e Viollet-le-Duc sono araldi di due modi di considerare l'architettura e i suoi principi che risultano apparentemente opposti, ma che Berlage accordò sapientemente riuscendo a individuarvi principi comuni liberamente interpretabili. Da Viollet-le-Duc, in particolare, Berlage desunse sia la concezione della costruzione come organismo governato da un razionalismo strutturale, che il principio per cui, dietro la fantasmagoria e la varietà delle forme naturali, vi è una sola legge, riproducibile in architettura, basata su sistemi geometrici e proporzionali. Semper, invece, gli trasmise il principio per cui l'arte è ravvivata dal libero e molteplice permutare e combinarsi di poche forme e tipi di base, nonché l'interpretazione dell'edificio architettonico come sintesi di tecniche e materiali, oltre che di una dimensione al tempo sia funzionale che simbolica.
Tra le istanze rifiutate da Berlage, invece, vi fu quella propria degli architetti della Secessione. Figure come quelle di Horta, Olbrich e Hoffmann, infatti, propugnavano una visione dell'architettura decisamente individualista, dove l'artista - in un atto di sublime resistenza alla mediocrità della società massificata e industrializzata - si faceva demiurgo di un nuovo stile, creato attraverso il solo contributo del suo genio e con il quale ricomporre in maniera completamente autonoma le fratture e i dissidi della società. Berlage, al contrario, era un socialista e riteneva che l'arte e l'architettura fossero la compiuta espressione non di un gusto o di un impulso individuale e soggettivo, bensì dell'intera società, accomunata da valori di pace e progresso:

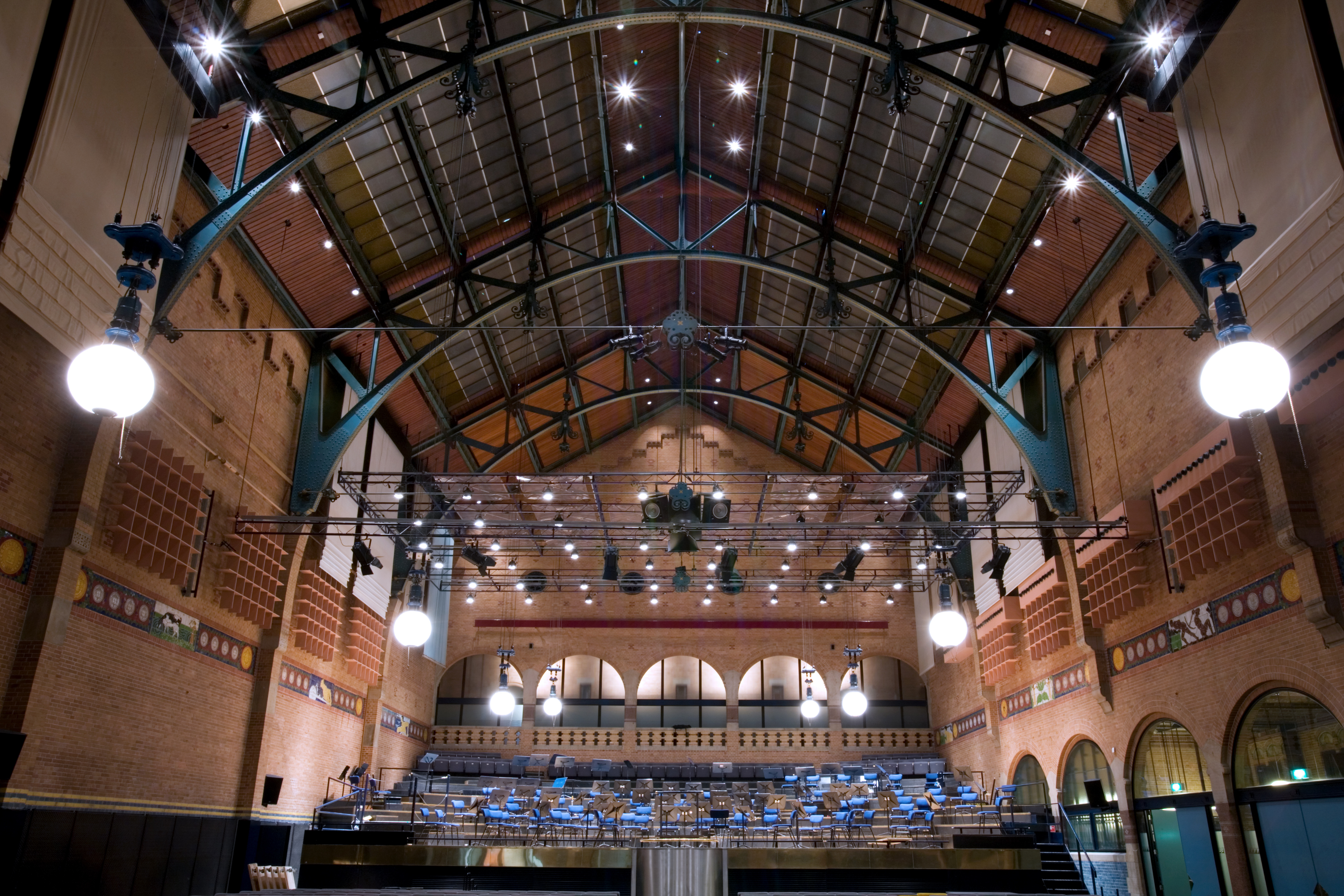
Il trattamento diversificato del mattone nella Borsa di Amsterdam risponde all'assunto ascritto a Goethe dell'«unità nella molteplicità»

(Hendrik Petrus Berlage)
(Hendrik Petrus Berlage)

### Il rifiuto dell'eclettismo e l'«unità nella molteplicità»
Altra istanza rifiutata da Berlage fu quella dell'eclettismo. Al termine del XIX secolo, infatti, i Paesi Bassi conobbero un dibattito volto alla definizione di uno stile genuinamente olandese, capace di esprimere l'identità della nazione: ciò favorì il sorgere di uno stile eclettico, che si rivolgeva tanto alle architetture rinascimentali del Cinquecento olandese quanto al gotico, spesso reinterpretato secondo le formulazioni di Pugin o di Viollet-le-Duc. Nei suoi esordi Berlage aderì con convinzione a questo indirizzo di pensiero: basti pensare al progetto di un monumento per l'Esposizione Universale di Parigi, in cui l'architetto olandese propose un fantastico montaggio di elementi appartenenti a stili, tempi e luoghi eterogenei. Presto, tuttavia, il lavoro di Berlage si avviò al superamento di queste posizioni eteroclite, oscillanti come già detto tra il Neorinascimento e il Neogotico, ponendosi alla ricerca di un'espressione architettonica più personale e contemporanea.
Meditando sulla lezione di Viollet-le-Duc e di Semper, sul rapporto tra la varietà delle forme naturali e delle manifestazioni dell'arte e tra la legge universale dei sistemi geometrici (per Viollet) e della limitatezza dei tipi primigeni (per Semper), Berlage giunse così a una posizione di sintesi tra l'unitarietà dei principi e la molteplicità delle espressioni, icasticamente cristallizzata nella formula: «Eenheid in de Veelheid» [Unità nella molteplicità], attribuita originariamente nella sua formulazione tedesca al poeta Johann Wolfgang von Goethe. Questo principio, oltre che essere artistico (basti pensare all'uso del laterizio nella Borsa di Amsterdam, declinato nelle sue varianti smaltate, opache, vetrificate così da vivificare pur nell'unitarietà del materiale la trama muraria), assume innanzitutto anche una valenza sociale, nel segno di una relazione armonica ed equilibrata tra la parte, l'individuo e il tutto (cioè la collettività).

### Il recupero del romanico e il razionalismo

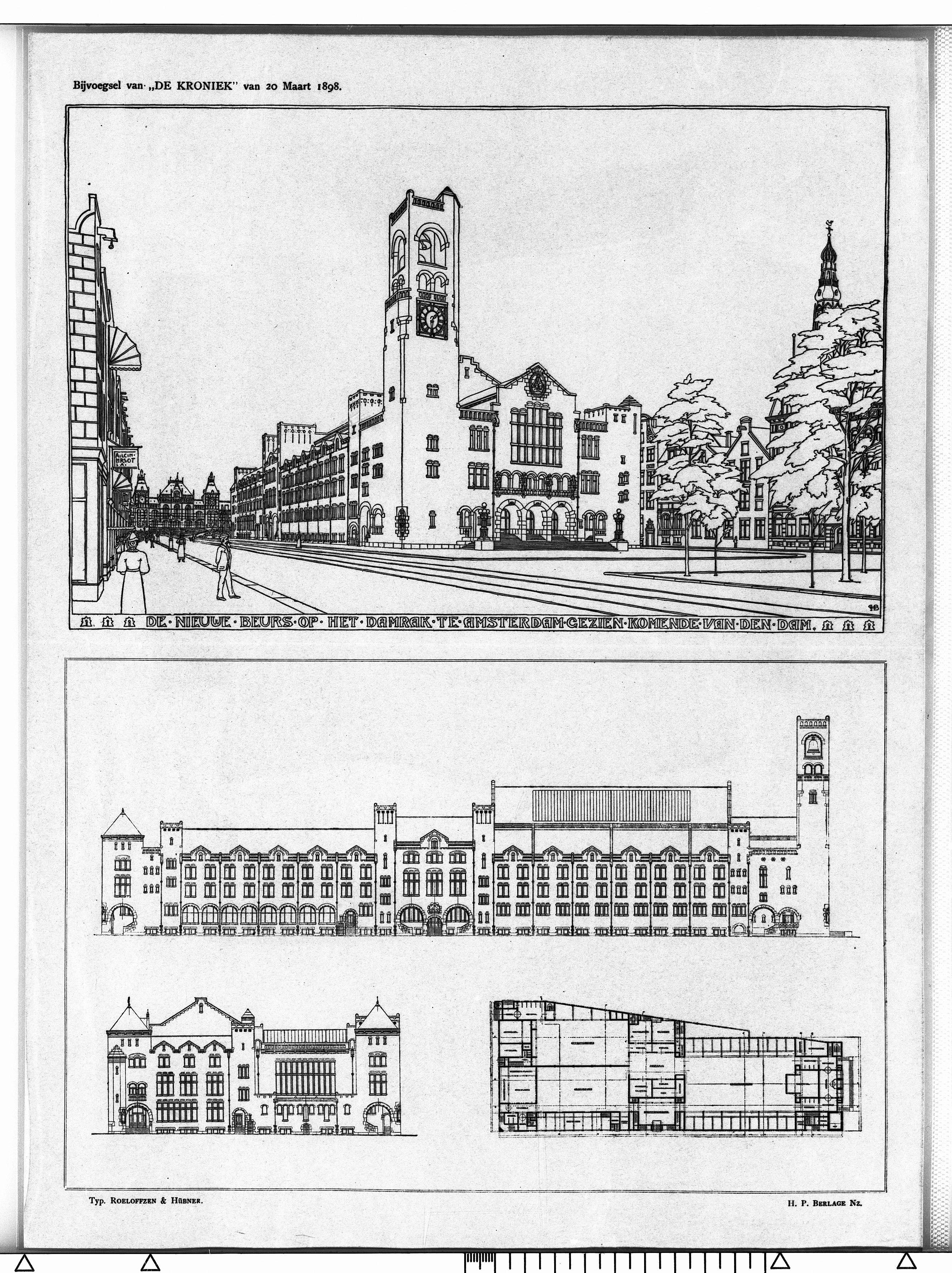
Berlage desunse l'asciutta severità della Borsa di Amsterdam da un'accurata riflessione sullo stile romanico

Altro importante punto di riflessione per Berlage fu l'architettura romanica, sfrondata tuttavia di tutte le sue implicazioni filologiche e archeologiche e liberamente reinterpretata e semplificata, in modo da valorizzare le componenti massive e volumetriche della costruzione. Opportunamente astoricizzati, pertanto, i principi romanici contribuiscono, a giudizio di Berlage, alla definizione di una maniera di progettare che postula la semplicità decorativa, l'onestà strutturale, e il recupero di forme semplici e piane (come negli uffici delle assicurazioni De Nederlanden), così da «reintrodurre, nell'esasperato frammentarismo della città moderna, luoghi nei quali trionfi l'emblema della verità espressa da un onesto e depurato uso dei materiali e delle strutture» (Tafuri, Dal Co), in un'ulteriore rielaborazione del pensiero di Semper e Viollet-le-Duc. Di seguito si riportano alcune citazioni di Berlage attinenti a questo recupero del romanico e delle sue postulazioni:
(Hendrik Petrus Berlage)

### «Far di cucitura virtù»
L'esigenza di un razionalismo strutturale e del rapporto tra struttura e forma viene interpretata da Berlage sempre alla luce di una rilettura personale del pensiero di Semper e Viollet. In una conferenza, citando per l'appunto Semper, Berlage individuò una radice etimologica comune tra Notwendigkeit [necessità] e Naht [cucitura]:
Fu questo un prezioso contributo di Berlage alla definizione dell'architettura moderna: se nel secolo precedente la struttura era consapevolmente occultata dall'apparato architettonico, nel segno di una scarsa sincerità costruttiva, Berlage scelse al contrario di fare ornamento di ciò che lega le parti della costruzione, e pertanto di esaltarlo.

## Opere (parziale)
- 1883-1903, Borsa di Amsterdam;
- 1894, villa a Groninga;
- 1895, edificio per uffici a L'Aia;
- 1898, villa Henny a L'Aia;
- 1901, piano urbanistico per Amsterdam Sud;
- 1914-1920, casino di caccia St. Hubertus a Otterlo (oggi parte del Museo Kröller-Müller)
- 1919-1934, museo municipale dell'Aia;
- 1926, chiesa a L'Aia.